# 松原市立松原東小学校
松原市立松原東小学校（まつばらしりつ まつばらひがししょうがっこう）は、大阪府松原市柴垣二丁目にある公立小学校。略称は「東小」。校地は松室池1.43haのうち、1.15haを埋め立てて造成された。

## 沿革
- 1976年4月 - 松原市立松原南小学校から分離し、開校
- 1977年 - 体育館竣工
- 1978年 - 南校舎竣工
- 1998年 - コンピューター教室を設置

## 学校の周辺
- 近畿自動車道
- 大阪府道2号大阪中央環状線

## 校区
卒業後は基本的に松原市立松原第六中学校へ進学する。

## 交通アクセス
- 鉄道利用
  - 近鉄南大阪線 河内松原駅下車 南東へ約1500m
- バス利用
  - バス停「西大塚南」下車